# WACUL
株式会社WACUL（ワカル）は、東京都千代田区に本社を置く日本の企業。

## 概要
マーケテイングのPDCAをテクノロジーで高効率化するプラットフォーム「AIアナリスト・シリーズ」、DX組織の構築、KPI・オペレーション設計などの上流まで「DXコンサルティング」など、マーケティングDXをワンストップで支援している。
また、産学連携の社内研究組織としてWACULテクノロジー&マーケティングラボをローンチし、WACULが保有するマーケティングデータや課題解決の知見を元に、AIやマーケティングを研究・実践する専門家やデジタルマーケティングに関するデータを保有する他社（ヤプリ、ラクスなど）と共に、共同で研究活動を推進している。
2015年には東京大学松尾研究室と共同研究を行うなど、ビッグデータを企業運営に生かす「データ経営」を先導している。
代表取締役の一人（社長とは別）を垣内勇威が務めている。
2025年7月、TBSホールディングスの完全子会社となった。

## 沿革
- 2010年09月 - 株式会社WACUL設立
- 2011年04月 - 成果コミット型Webコンサルティング事業開始、「AIアナリスト」前身の社内利用向けアクセス解析データ自動分析ツール開発開始
- 2014年08月 - 社内利用向けの自動分析ツールをSaaSに改良し、アクセス解析データ分析レポートサービス「Sure!」のベータ版をリリース
- 2015年
  - 04月 - 「Sure!」事業の後継として、アクセス解析・改善提案サービス「AIアナリスト」をベータ版としてリリース。人工知能がWebサイトの改善点を提案する「AIアナリスト」公式リリース
  - 06月 - 株式会社ジャフコより資金調達を実施
  - 08月 - 東京大学松尾研究室と共同研究を開始
  - 11月 - 「AIアナリスト」をサブスクリプション（月額課金）モデルに変更、正式版としてリリース
- 2016年08月 - 「AIアナリスト」サイト登録総数5,000突破
- 2017年
  - 01月 - 株式会社ジャフコ、株式会社電通イノベーションパートナーズより資金調達を実施
  - 04月 - 「AIアナリスト」サイト登録総数10,000突破
- 2018年
  - 04月 - 「AIアナリスト」サイト登録総数20,000突破。コンテンツマーケティング支援サービス「AIアナリストSEO」β版提供開始
  - 09月 - 「DXコンサルティング」提供開始
  - 11月 - 株式会社リコー、株式会社マイナビ、TIS株式会社、みずほキャピタル株式会社等から資金調達を実施。株式会社リコーと協業契約を締結
- 2019年
  - 01月 - デジタル広告に留まらずWebサイトも含め、統合分析・サポートする広告運用代行サービス「AIアナリストAD」提供開始
  - 02月 - 社内研究所として「WACUL Technology&Marketing Lab」を設立
  - 10月 - 「AIアナリスト」サイト登録総数30,000突破
- 2020年
  - 02月 - 「AIアナリスト」をサイト改善PDCA自動化ツールとしてリニューアル
  - 10月 - JTBコミュニケーションデザイン社と観光業DXを支援する「AIアナリスト forツーリズム」共同開発・リリース
- 2021年
  - 02月 - 東京証券取引所マザーズ市場に上場
  - 05月 - 「AIアナリスト」サイト登録総数35,000サイト突破
  - 12月 - マーケティングDX人材プラットフォーム「Marketer Agent」提供開始
- 2022年
  - 01月 - 有料職業紹介業の許可を取得
  - 04月 - 東京証券取引所グロース市場に移行
- 2025年
  - 06月 - TBSホールディングスが株式公開買付けにより議決権所有割合ベースで90.06%の株式を取得[7]。
  - 07月 - 東京証券取引所グロース市場上場廃止、株式等売渡請求によりTBSホールディングスの完全子会社となる[8]。

## 主要サービス
- AIアナリスト
  - デジタルマーケティングのPDCAを支援する自動データ分析・改善提案ツール
  - データ分析を自動的に行い、改善提案から実行施策の成果測定まで、マーケティングのPDCAサイクルを自動化するマーケティングツール
  - マーケターは、データ分析作業や施策管理、施策の効果検証などの煩雑な作業ではなく、本来行うべき戦略的なタスクに集中できることが特長

- AIアナリスト SEO
  - CV最大化フォーカスのコンテンツSEO制作サービス
  - AIがアクセス解析データに基づいて狙うべきキーワードの選定を行い、SEOに強いコンテンツを制作

- AIアナリスト AD
  - Webサイトと一体運用で成果を出す広告運用サービス
  - AIアナリストのノウハウを活用してCV獲得に効果的な広告媒体を選定、効率的な広告運用を代行

- AIアナリスト SEO
  - CV最大化フォーカスのコンテンツSEO制作サービス
  - AIがアクセス解析データに基づいて狙うべきキーワードの選定を行い、SEOに強いコンテンツを制作

- Marketer Agent
  - フリーランスのマーケター人材紹介サービス[9]
  - 専門ノウハウを有するフリーランス等のマーケティングDX人材と企業をマッチングし、企業の体制構築・成果創出を支援
  - 1,000社超の企業支援を通じWACULが培った「課題特定力」と35,000超のサイト分析に基づく成果を出すための「方法論」で、市場に存在する最適な人材で企業の課題を解決

- DXコンサルティング
  - デジタルを活用した戦略立案からオペレーション構築に至るまで、マーケティングのデジタルトランスフォーメーション（DX）をワンストップで実現